# Champagné-les-Marais
Champagné-les-Marais település Franciaországban, Vendée megyében. Lakosainak száma 1816 fő (2022. január 1.). Champagné-les-Marais Luçon, Moreilles, Puyravault és Triaize községekkel határos.

## Népesség
A település népességének változása:
| Lakosok száma | 1758 | 1757 | 1773 | 1772 | 1782 | 1783 | 1797 | 1806 | 1816 |
|               | 2013 | 2015 | 2016 | 2017 | 2018 | 2019 | 2020 | 2021 | 2022 |